# Melocactus pachyacanthus
Melocactus intortus é uma espécie botânica de plantas da família das Cactaceae. É endêmica do sudeste do estado da Bahia, no Brasil, sendo encontrada em regiões rochosas e áridas. É uma espécie que corre risco de extinção.
É uma planta perene carnuda e globosa armados com espinhos, de cor verde e com as flores de cor rosa e púrpura.

## Variedades
- Melocactus pachyacanthus ssp. viridis
- Melocactus pachyacanthus ssp. pachyacanthus

## Fonte
- Taylor, N.P. 2002.  Melocactus pachyacanthus.   2006 IUCN Red List of Threatened Species.  acessado em  22-08-07.